# La meravellosa medicina d'en Jordi
La meravellosa medicina d'en Jordi (títol original en anglès: 'George's marvellous medicine') és un llibre infantil escrit per l'autor britànic Roald Dahl i il·lustrat per Quentin Blake. El llibre va ser publicat per primera vegada en 1981.

## Argument
En Jordi és un nen que viu en una granja amb la seva mare, el seu pare i la seva àvia, que va haver d'anar a viure a la casa d'en Jordi, ja que l'avi va morir i ella va emmalaltir. En Jordi està fart de l'egoisme de la seva àvia, del seu continu mal humor i de la seva actitud cap a ell, sobretot després d'espantar-se pels seus foscos secrets i bromes pesades que ella li feia. El Jordi pretén acabar amb l'àvia o guarir-li els mals o el que sigui amb una medicina molt especial. Crea la medicina en barrejar molts productes perillosos que troba per tota la casa juntament amb píndoles per a animals. Els cou en una enorme olla mentre canta una cançó que no sap d'on surt i li dona una cullerada a la seva àvia, fet que la fa créixer fins que el seu cap trenca el sostre de la casa i es queda embussada en ella.
En Jordi dona a provar la medicina a una gallina marró, que en prendre-la augmenta de mida. Poc després, els pares d'en Jordi, la senyora i el senyor Locatis tornen a casa i es queden impressionats davant del que veuen. El senyor Locatis s'entusiasma en veure la gallina gegant i diu que sempre ha volgut criar animals gegants per obtenir menjar gegant. Junts, en Jordi (una mica) i el seu pare gaudeixen en donar de provar la medicina a la majoria dels animals de la granja (porcs, vaques, ovelles, el poni del Jordi i a Ànima, la cabra), la qual cosa els converteix en animals gegants. No obstant això, la senyora Locatis comença a preocupar-se per l'àvia i finalment una grua ha de treure-la de la casa. Un cop fora de la casa, l'àvia comença a galopar a lloms del poni gegant per tota la granja. Aquesta mateixa nit, l'àvia, en ser més alta que la casa, ha de dormir al graner.
L'endemà, el senyor Locatis decideix que han de fabricar més medicina per vendre-la a altres granges i d'aquesta manera acabar amb la gana al món. Per desgràcia, en Jordi no pot recordar els ingredients exactes que havia usat el dia anterior. Després de diversos intents fallits (que van tenir com a resultat una poció que feia créixer les potes d'un pollastre, una que feia créixer el coll d'un pollastre, i una que encongia els pollastres), l'àvia s'apropa a la família i els exigeix la seva tassa de te. Llavors, s'adona que en Jordi està sostenint una tassa amb medicina, i pensa que es tracta del te. Li lleva a Jordi la tassa, la hi pren, i com a resultat s'encongeix fins a desaparèixer. La senyora Locatis està desolada al principi, però de seguida està d'acord amb el seu marit que, en absència de l'àvia, una molèstia desapareix de les seves vides. És llavors quan en Jordi s'adona que durant "uns breus moments havia tocat amb les puntes dels dits la vora d'un món màgic".